# Enzkreis
Enzkreis er en Landkreis i den tyske delstat Baden-Württemberg. Den hører til Region Nordschwarzwald i Regierungsbezirk Karlsruhe. Den omslutter næsten den kreisfri by Pforzheim, som ligger midt i området. Der Enzkreis grænser i vest og nord til Landkreis Karlsruhe, mod nordøst til Landkreis Heilbronn, mod øst til Landkreis Ludwigsburg, i sydøst til Landkreis Böblingen og i syd til Landkreis Calw.

## Geografi
Dele af Enzkreis ligger i landskaberne Nordschwarzwald, Kraichgau, Stromberg og Heckengäu. Gennem området løber den fra syd kommende flod Enz, som landkreisen har navn efter, og den største del af dens afvandingsareal ligger i Enzkreis. I den nordøstlige del forlader den kreisen mosd Besigheim (Landkreis Ludwigsburg), hvor den munder ud i Neckar. Mindre dele af området bidrager med vand til Pfinz i den vest- og nordvestlige del, og til Alb i sydvest samt Saal / Kraichbach i nord, alle med udløb i Rhinen.

## Byer og kommuner
Kreisen havde 198905 indbyggere pr. 2018-12-31

| Byer 1. Heimsheim (5035) 2. Knittlingen (8048) 3. Maulbronn (6588) 4. Mühlacker, by (26076) 5. Neuenbürg (8206) Verwaltungsgemeinschafte og kommunesamarbejder 1. Heckengäu med skiftende sæde (to år af gangen i hver kommune); Kommunerne: Friolzheim, Mönsheim, Wiernsheim, Wimsheim, Wurmberg und die Stadt Heimsheim 2. Kämpfelbachtal med sæde i Königsbach-Stein; Kommunerne: Gemeinden Eisingen, Kämpfelbach und Königsbach-Stein 3. Byen Maulbronn og kommunen Sternenfels 4. Byen Mühlacker kommunen Ötisheim 5. Byen Neuenbürg kommunen Engelsbrand 6. Neulingen med sæde i Neulingen; Kommunerne: Kieselbronn, Neulingen og Ölbronn-Dürrn 7. Tiefenbronn med sæde i Tiefenbronn; Kommunerne: Neuhausen, Tiefenbronn | Kommuner 1. Birkenfeld (10238) 2. Eisingen (4741) 3. Engelsbrand (4416) 4. Friolzheim (4136) 5. Illingen (7727) 6. Ispringen (6041) 7. Kämpfelbach (6357) 8. Keltern (9167) 9. Kieselbronn (3010) 10. Königsbach-Stein (10051) 11. Mönsheim (2804) 12. Neuhausen (5203) 13. Neulingen (6703) 14. Niefern-Öschelbronn (12089) 15. Ölbronn-Dürrn (3444) 16. Ötisheim (4727) 17. Remchingen (11806) 18. Sternenfels (2867) 19. Straubenhardt (11203) 20. Tiefenbronn (5385) 21. Wiernsheim (6810) 22. Wimsheim (2837) 23. Wurmberg (3190) |

## Literatur
Das Land Baden-Württemberg – Amtliche Beschreibung nach Kreisen und Gemeinden (in acht Bänden); Hrsg. von der Landesarchivdirektion Baden-Württemberg; Band V: Regierungsbezirk Karlsruhe; Stuttgart 1976, ISBN 3-17-002542-2

## Eksterne kilder og henvisninger
1. ↑   Statistisches Landesamt Baden-Württemberg – Bevölkerung nach Nationalität und Geschlecht am 31. Dezember 2018 (CSV-Datei)

- Wikimedia Commons har flere filer relateret til Enzkreis
- Offizielle Internetseite des Landkreises Arkiveret 1. juli 2017 hos  Wayback Machine
- Wiki Pforzheim/Enzkreis Arkiveret 9. oktober 2008 hos  Wayback Machine
- Enzkreis på Curlie (som bygger videre på Open Directory Project)

48°54′N 8°45′Ø / 48.9°N 8.75°Ø